# ليفين كوربن هاندي
ليفين كوربن هاندي (بالإنجليزية: Levin Corbin Handy)‏ (أغسطس 1855 - 26 مارس 1932) كان مصور أمريكي عمل خلال أواخر القرن التاسع عشر وأوائل القرن العشربن.

## عن حياته
كان مصور الحرب الأهلية ماثيو برادي عمه هاندي عن طريق الزواج، وكان دربت مفيد له في سن الثانية عشرة. بعد بضع سنوات من العمل في الاستوديو برادي، وقال انه كان مشغل الكاميرا المهرة. وفي وقت لاحق، وأصبح في متناول يدي مصور مستقل في واشنطن، DC في سنه 1880، وقال انه شكلت شراكة مع صموئيل C. تشيستر. بعد ذلك، وقال انه وتشيستر عمل كشركاء مع برادي. لقطة مفيد صور فردية، وقدمت خدمات التصوير الفوتوغرافي والصورة الازدواجية لوكالات الفيدرالي في الولايات المتحدة. بين 1880 و 1896، وقال انه وثق بناء مكتبة توماس جيفرسون مبنى الكونغرس.

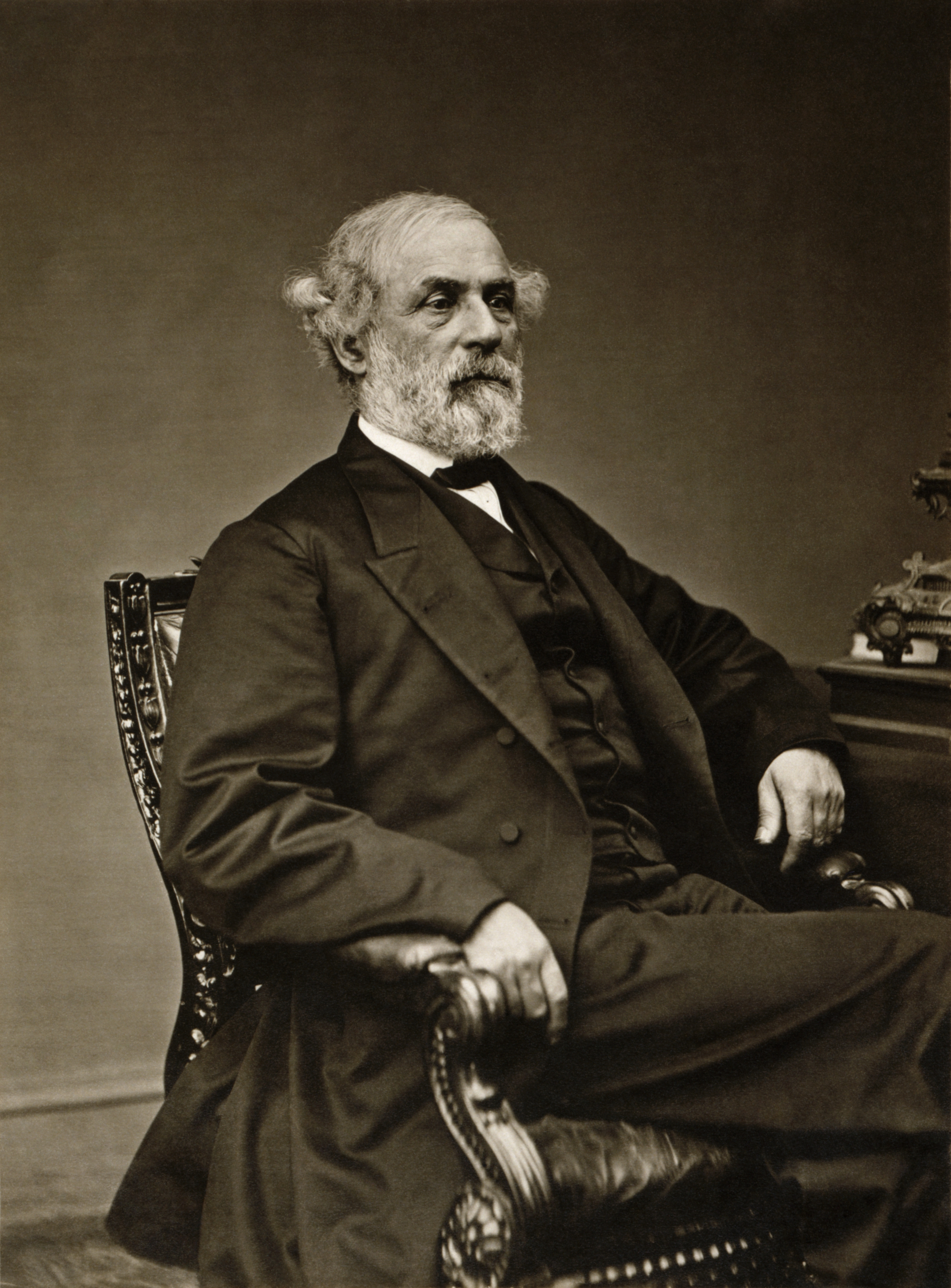
ليفين صورة مفيد من الكونفدرالية العامة روبرت إي لي